# Benjamin Antonietti
Benjamin Antonietti (* 7. Juli 1991 in Orbe) ist ein ehemaliger Schweizer Eishockeyspieler, der zuletzt bis zum Saisonende 2022/23 beim Genève-Servette HC aus der National League unter Vertrag stand, mit denen er zum Abschluss seiner Profikarriere den Schweizer Meistertitel gewann. Sein Bruder Eliot ist ebenfalls Eishockeyspieler.

## Karriere
Benjamin Antonietti begann seine Karriere als Eishockeyspieler in der Nachwuchsabteilung des Genève-Servette HC. In der Saison 2008/09 gelangte er erstmals zu Profieinsätzen, als der rechts schiessende Flügelstürmer in 17 Partien für den EHC Basel aus der zweitklassigen National League B auflief. In der darauffolgenden Spielzeit war Antonietti sowohl für den Genève-Servette HC in der National League A als auch – erneut in der Funktion als Leihspieler – für den NLB-Club EHC Basel aktiv und absolvierte jeweils 15 NLA- bzw. NLB-Spiele. Der Durchbruch im Profibereich gelang dem Stürmer schliesslich eine Saison später, als er auf Leihbasis beim Lausanne HC agierte und sich als Stammkraft bei den Waadtländern etablierte. Nachdem der Rechtsschütze von den Lausannern fix verpflichtet worden war, scheiterten die Romands erneut daran, die NLB-Meisterschaft zu gewinnen und unterlagen im Frühjahr 2012 zum zweiten Mal in Folge im Playoff-Finale.
Antonietti avancierte zu einem elementaren Bestandteil der Lausanner Offensive und war in der Saison 2012/13 entscheidend am gewonnenen NLB-Meistertitel und dem Wiederaufstieg in die höchste Spielklasse beteiligt. Insbesondere mit 14 Punkten in 21 Partien in den Playoffs erwies sich der Rechtsschütze als effektiv. In seiner ersten vollen NLA-Saison, der Spielzeit 2013/14, qualifizierte sich der Angreifer mit dem Lausanne HC überraschend für die Endrunde und unterlag in den Viertelfinals erst im entscheidenden siebten Spiel dem Qualifikationssieger ZSC Lions. Mit drei Toren und einer Torvorlage in sieben Partien der Endrunde war Antonietti bester Schweizer Akteur der Waadtländer; lediglich der Finne Juha-Pekka Hytönen und der Schwede Daniel Bång waren insgesamt erfolgreicher.
Im Sommer 2017 wechselte er zu Rouen Hockey Élite 76 aus der Ligue Magnus, ehe er im Januar 2018 zum LHC zurückkehrte. Zur Spielzeit 2021/22 wechselte er zum Genève-Servette HC. Mit den Genfern gewann er im Jahr 2023 die erste Schweizer Meisterschaft der Vereinsgeschichte. Im Anschluss beendete er seine aktive Karriere.

### International
Für die Schweiz nahm Antonietti an der U18-Junioren-Weltmeisterschaft 2009 sowie den U20-Junioren-Weltmeisterschaften 2010 und 2011 teil.

## Erfolge und Auszeichnungen
- 2013 Meister der National League B mit dem Lausanne HC
- 2013 Aufstieg in die National League A mit dem Lausanne HC
- 2023 Schweizer Meister mit dem Genève-Servette HC